# Murataspis claviformis
Murataspis claviformis är en insektsart som beskrevs av Alfred Serge Balachowsky och Richardeau 1942. Murataspis claviformis ingår i släktet Murataspis och familjen pansarsköldlöss.
Artens utbredningsområde är Algeriet. Inga underarter finns listade i Catalogue of Life.